# Accelerated Mobile Pages

Accelerated Mobile Pages(AMP)는 AMP 오픈 소스 프로젝트에서 개발한 오픈 소스 HTML 프레임워크이다. 원래 구글에서 페이스북 인스턴트 아티클 및 애플 뉴스의 경쟁작으로서 개발했다. AMP는 모바일 웹 브라우징에 최적화되어 있으며 웹페이지를 더 빠르게 로드할 수 있도록 설계되었다. AMP 페이지는 마이크로소프트 빙 또는 Cloudflare의 AMP 캐시와 같은 CDN에 의해 캐시될 수 있으므로 페이지를 더 빠르게 제공할 수 있다.
AMP는 2015년 10월 7일에 처음 발표되었다. 기술 프리뷰 기간이 끝난 후 AMP 페이지는 2016년 2월에 구글 모바일 검색 결과에 나타나기 시작했다. AMP는 잠재적으로 구글 및 기타 우려 사항에 웹에 대한 추가 제어 권한을 부여한다는 비판을 받았다. AMP 프로젝트는 2018년 9월 18일에 개방형 거버넌스 모델로 전환할 것이라고 발표했으며 2019년 10월 10일 기준 OpenJS 재단의 일부이다.